# 異人種間ポルノ
異人種間ポルノ（いじんしゅかんポルノ、英語：Interracial porn）は、アダルトビデオやエロ雑誌などで描かれるポルノのジャンルである。異人種間セックス、黒人姦（黒人男優を相手とする場合）とも呼ばれる。

## 概要
ポルノ業界における世界的人気ジャンルの一つである。異なる人種同士の性行為を表現することで、背徳感を強調し、よりセンセーショナルな効果を狙う。性行為そのものは、一般のポルノと同じである。中には、連続ぶっかけ、グループセックス、連続中出しなど過激な作品もある。
日本における異人種間ポルノは、過激・マイナーなイメージが強かったが、近年は若い女優の意識変化もあり、外国人を受け入れセックスすることに抵抗感がなくなったことや、他のジャンルに比べ出演料が高い傾向にある点も、受け入れやすくなった要因とされている。出演料が高額な点から、比較的知名度が高い女優が出演するケースが多くなり、人気女優の登竜門という見方もある。
異人種の組み合わせにはいくつかのパターンがある。

## 主なパターン
典型として、女性側がか弱く、男性側が屈強に描かれる場合が多い。ただし女性側が積極的に、男性側が受け身に描かれることもある。
- 日本人女性と黒人男性との性行為
- 白人女性と黒人男性との性行為

特に、黒人男性の男性器の大きさが強調される。一人または少数の日本人女性や白人女性が、一人または多数の屈強な黒人男性に圧倒され絶頂する様子を描くことが多い。黒人姦と呼ばれることもある。

## その他のパターン
- 日本人女性と白人男性
この場合も、白人男性の男性器の大きさが強調されることが多い。
- 白人男性と黒人女性
- 日本人女性とアジア人男性
2020年代から中国メーカーのポルノ作品へ出演する日本人女優が増加、同じアジア人同士のポルノではあるが、日本人女優を島国少女と表現し、中国人男性が日本人女性に性的奉仕をさせるといった設定の作品がリリースされている。

## 他のジャンルとの融合
異人種間かつ同性愛のように、他のジャンルと融合した作品も存在する。主なものとして下記が挙げられる。
- 日本人女性と白人女性
- 黒人女性と白人女性

## 異人種間ポルノのAVシリーズ
- 黒人巨大マラ（グローバルメディアエンタテインメント）
- 黒人デカマラ肉弾FUCK（Fitch）
- 知らない女だけが損をする！世界最大級のメガチ○ポで～（DANDY）
- 女なら一度はセックスで失神してみたい！（DANDY）
- アメスク（プレステージ）
- 黒人とセックス（ムーディーズ）
- 裸の大陸（ナチュラルハイ）

## 異人種間ポルノに出演した日本のAV女優
- 葵紫穂
- 葵つかさ
- あおいれな
- 麻美ゆま
- 一条綺美香
- 花音うらら
- 神崎詩織
- 祈山愛
- 東雲あずさ
- 翔田千里
- 千石もなか
- 玉城マイ
- 中野七緒
- 乃木蛍
- 花柳杏奈
- 浜辺栞帆
- 雅子りな
- 由愛可奈
- 百合華
- 吉川あいみ
- 西田カリナ
- 佳苗るか
- 白石茉莉奈
- 渚うるみ
- 卯水咲流
- 上原亜衣
- 晶エリー
- 初美沙希
- 篠田あゆみ
- 北条麻妃
- 織田真子
- 佐倉絆
- 澁谷果歩
- 阿部乃みく
- 皆野あい
- 吉川あいみ
- 南真菜果
- みずなれい
- 松本メイ
- 奥田咲
- ティア
- かすみ果穂
- 本田岬

## 監督
- レキシントン・スティール - 異人種間ポルノを専門としている監督